# Jake Plummer
Jason Steven Plummer, detto Jake (Boise, 19 dicembre 1974), è un ex giocatore di football americano statunitense che ha giocato nel ruolo di quarterback nella National Football League (NFL). Fu scelto nel corso del secondo giro (42º assoluto) del Draft NFL 1997 dagli Arizona Cardinals. Al college giocò a football all'Università statale dell'Arizona.
Il suo soprannome, "Jake the Snake," gli fu affibbiato come tributo al wrestler professionista Jake "the Snake" Roberts. Casualmente, Roberts aveva adottato quel soprannome in onore del suo giocatore della NFL preferito, l'ex quarterback degli Oakland Raiders Ken Stabler, soprannominato "the Snake", il serpente.

## Carriera professionistica

### Arizona Cardinals
Plummer fu scelto nel corso del secondo giro del Draft 1997 dagli Arizona Cardinals. Nella sua stagione da rookie divise il ruolo di quarterback con Kent Graham e Stoney Case disputando 10 gare con un record di 3-6 come titolare, mentre i Cardinals terminarono con un record di 4-12, ultimi nella NFC West. Nel 1998, Plummer partì come titolare in tutte le 16 gare, guidando la squadra a un record di 9–7 nella stagione regolare e una vittoria a sorpresa sui Dallas Cowboys nei playoff, la prima vittoria della franchigia nei playoff dal 1947. La stagione successiva però Plummer ebbe una stagione deludente 1999, con un bilancio di 3-8 come titolare e lanciando solo 9 touchdown a fronte di 24 intercetti. Riguardo a quell'annata. Football Outsiders commentò: "All'inizio della stagione 1999, Jake Plummer era celebrato come uno dei migliori giovani quarterback della NFL, l'uomo che ha fatto tornare i Cardinals rispettabile. Alla fine della stagione 1999, Plummer è classificato come uno dei peggiori quarterback della lega."
Nel 2000, Plummer lanciò 2.946 yard, 21 intercetti ed ebbe un 66,0 di passer rating. Sebbene avesse raggiunto le 10.000 yard passate in carriera (in 47 presenze come titolare), Plummer fece registrare un record di 3-11 e i Cardinals finirono 3-13, all'ultimo posto della NFC West. Plummer si riprese nel 2001, la sua miglior stagione a livello statistico coi Cardinals. Fu uno dei soli due quarterback a giocare tutti gli snap della propria squadra (Kerry Collins fu l'altro) e passò 3.653 yard, 18 touchdown e 14 intercetti. Quell'anno ebbe una striscia di 142 passaggi consecutivi senza subire un intercetto. Plummer inoltre guidò la NFL in yard passate nel quarto quarto (1.227) e i Cardinals chiusero con un bilancio di 7-9 record, ancora ultimi nella NFC West.
L'ultima stagione di Plummer coi Cardinals fu quella del 2002 e ancora le sue statistiche furono sotto la media (65,7 di passer rating, 2.972 yard, 18 touchdown e 20 intercetti). Il 22 settembre superò le 15.000 yard passate in carriera contro i San Diego Chargers.

### Denver Broncos

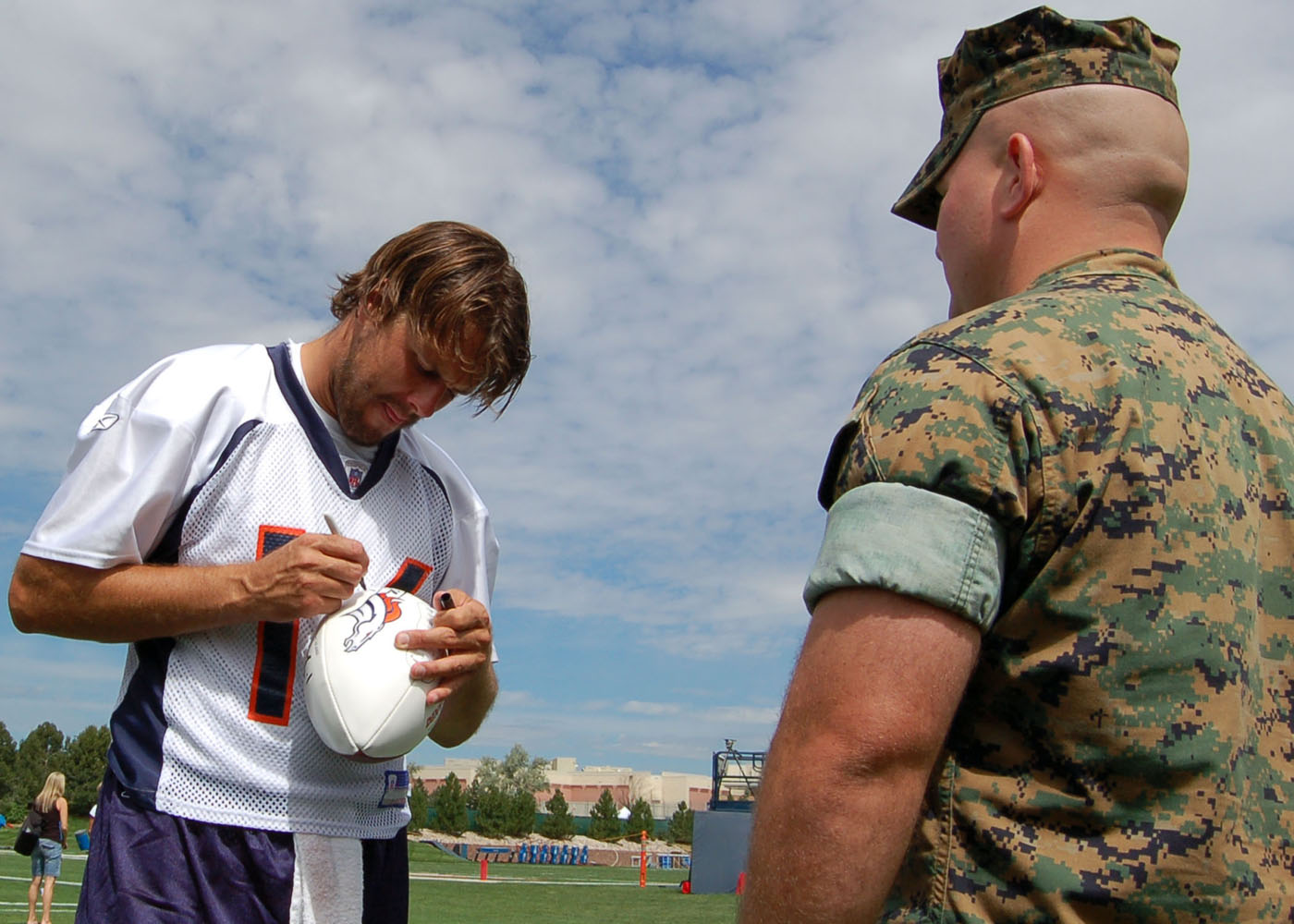
Plummer mentre firma un pallone durante il training camp dei Broncos nel 2006.

Plummer firmò come free agent coi Denver Broncos nel 2003, sostituendo Brian Griese. Diretto dal capo allenatore dei Broncos, Mike Shanahan, Plummer terminò con un primato in carriera di 91,2 di quarterback rating. Il 22 settembre fece registrare la più lunga da parte di un quarterback dei Broncos nel Monday Night Football, una corsa da 40 yard nella vittoria 31-10 sugli Oakland Raiders. Guidò i Broncos a conquistare una wild card per i playoff, dove la squadra fu superata dagli Indianapolis Colts 41–10 all'RCA Dome. Nel 2004 pareggiò o superò diversi record di franchigia stabiliti dal quarterback membro della Pro Football Hall of Fame John Elway, incluse yard passate e passaggi da touchdown in una stagione (venne superato in entrambi i primati nel 2012 da Peyton Manning). Tuttavia guidò anche la lega con 20 intercetti subiti. Per il secondo consecutivo guidò i Broncos a una wild card nei playoff ma questi furono ancora battuti dai Colts 49–24.
Nel 2005, Plummer disputò probabilmente la sua miglior stagione da professionista. Da segnalare una striscia di 229 passaggi consecutivi senza un intercetto, la più lunga della sua carriera. Plummer contribuì a far terminare i Broncos con un record di 13-3, il secondo migliore della American Football Conference, con la possibilità di saltare il primo turno di playoff. Nel divisional round, i Broncos affrontarono i New England Patriots. Anche se la prestazione di Plummer non fu eccezionale (15/26 per 197 yard, 1 touchdown, 1 intercetto) aiutò i Broncos a battere i Patriots per la prima volta in 11 gare di playoff. Plummer però perse quattro palloni nella finale della AFC e i Broncos furono sconfitti 34–17 dai futuri vincitori del Super Bowl, i Pittsburgh Steelers.
Il 27 novembre 2006, dopo delle prestazioni mediocri nelle prime undici gare e dopo sconfitte consecutive contro San Diego Chargers e Kansas City Chiefs, coach Mike Shanahan annunciò che Plummer sarebbe stato sostituito come quarterback titolare dal rookie Jay Cutler. La decisione di affidare una squadra che si trovava su un record di 7-4 incontrò reazioni miste tra tifosi e media. Plummer aveva un record di 40-18 con Denver tra stagione regolare e playoff e aveva guidato 30 rimonte vincenti nella corsa della sua carriera, il massimo della lega. A fine stagione, Plummer lasciò i Broncos e, dopo aver passato la pre-stagione 2007 con i Tampa Bay Buccaneers, decise di ritirarsi.

## Palmarès
- Convocazioni al Pro Bowl: 1

2005
- PFWA All-Rookie Team - 1997

## Statistiche
| Statistiche al college   |          |          |          |          |          |          |          |       |       |       |       |
| Arizona State Sun Devils |          |          |          |          |          |          |          |       |       |       |       |
| Anno                     | Passaggi | Passaggi | Passaggi | Passaggi | Passaggi | Passaggi | Passaggi | Corse | Corse | Corse | Corse |
| Anno                     | Comp     | Ten      | %        | Yard     | TD       | Int      | Rat      | Ten   | Yard  | Media | TD    |
| 1993                     | 102      | 199      | 51.3     | 1650     | 9        | 7        | 128.8    | 43    | -57   | -1.3  | 0     |
| 1994                     | 159      | 294      | 54.1     | 2179     | 15       | 9        | 127.1    | 75    | -92   | -1.2  | 1     |
| 1995                     | 173      | 301      | 57.5     | 2222     | 17       | 9        | 132.1    | 0     | 0     | 0     | 0     |
| 1996                     | 179      | 313      | 57.2     | 2575     | 24       | 9        | 145.8    | 85    | 63    | 0.7   | 3     |
| Totale NCAA              | 613      | 1107     | 55.4     | 8626     | 65       | 34       | 134.1    | 203   | -86   | -0.4  | 4     |

| Statistiche nella NFL | Statistiche nella NFL | Statistiche nella NFL | Statistiche nella NFL | Statistiche nella NFL | Statistiche nella NFL | Statistiche nella NFL | Statistiche nella NFL | Statistiche nella NFL | Statistiche nella NFL | Statistiche nella NFL | Statistiche nella NFL | Statistiche nella NFL | Statistiche nella NFL | Statistiche nella NFL | Statistiche nella NFL |
| Anno                  | Squadra               | Gare                  | Tit.                  | Passaggi              | Passaggi              | Passaggi              | Passaggi              | Passaggi              | Passaggi              | Passaggi              | Corse                 | Corse                 | Corse                 | Corse                 | Rating                |
| Anno                  | Squadra               | Gare                  | Tit.                  | Comp                  | Ten                   | %                     | Yard                  | Media                 | TD                    | Int                   | Ten                   | Yard                  | Media                 | TD                    | Rating                |
| --------------------- | --------------------- | --------------------- | --------------------- | --------------------- | --------------------- | --------------------- | --------------------- | --------------------- | --------------------- | --------------------- | --------------------- | --------------------- | --------------------- | --------------------- | --------------------- |
| 1997                  | ARI                   | 10                    | 9                     | 157                   | 296                   | 53.0                  | 2,203                 | 7.4                   | 15                    | 15                    | 9                     | 216                   | 5.5                   | 2                     | 73.1                  |
| 1998                  | ARI                   | 16                    | 16                    | 324                   | 547                   | 59.2                  | 3,737                 | 6.8                   | 17                    | 20                    | 51                    | 217                   | 4.3                   | 4                     | 75.0                  |
| 1999                  | ARI                   | 12                    | 11                    | 201                   | 381                   | 52.8                  | 2,111                 | 5.5                   | 9                     | 24                    | 39                    | 121                   | 3.1                   | 2                     | 50.8                  |
| 2000                  | ARI                   | 14                    | 14                    | 270                   | 475                   | 56.8                  | 2,946                 | 6.2                   | 13                    | 21                    | 37                    | 183                   | 4.9                   | 0                     | 66.0                  |
| 2001                  | ARI                   | 16                    | 16                    | 304                   | 525                   | 57.9                  | 3,653                 | 7.0                   | 18                    | 14                    | 35                    | 163                   | 4.7                   | 0                     | 79.6                  |
| 2002                  | ARI                   | 16                    | 16                    | 284                   | 530                   | 53.6                  | 2,972                 | 5.6                   | 18                    | 20                    | 46                    | 283                   | 6.2                   | 2                     | 65.7                  |
| 2003                  | DEN                   | 11                    | 11                    | 189                   | 302                   | 62.6                  | 2,182                 | 7.2                   | 15                    | 7                     | 37                    | 205                   | 5.5                   | 3                     | 91.2                  |
| 2004                  | DEN                   | 16                    | 16                    | 303                   | 521                   | 58.2                  | 4,089                 | 7.8                   | 27                    | 20                    | 62                    | 202                   | 3.3                   | 1                     | 84.5                  |
| 2005                  | DEN                   | 16                    | 16                    | 277                   | 456                   | 60.7                  | 3,366                 | 7.4                   | 18                    | 7                     | 46                    | 151                   | 3.3                   | 2                     | 90.2                  |
| 2006                  | DEN                   | 16                    | 11                    | 175                   | 317                   | 55.2                  | 1,994                 | 6.3                   | 11                    | 13                    | 36                    | 112                   | 3.1                   | 1                     | 68.8                  |
| Carriera              | Carriera              | 143                   | 136                   | 2,484                 | 4,350                 | 57.1                  | 29,253                | 6.7                   | 161                   | 161                   | 428                   | 1,853                 | 4.3                   | 17                    | 74.6                  |